# Giovanni Battista Urbani
Giovanni Battista Urbani (Venecia, 3 de noviembre de 1923 – 2 de septiembre de 2018) fue un político comunista italiano, que fue alcalde de Savona entre 1957 y 1958 y senado de 1972 a 1987. Antes de ser político, fue profesor.